# Metaball
Metaballs é um termo de computação gráfica 3D para modelos orgânicos n-dimensionais. 
A técnica utilizada para renderização destes modelos foi inventada pelo cientista da computação Jim Blinn em 1980.